# Кабосу (собака)
Кабосу (яп. かぼす) — собака породы сиба-ину. В 2008 году её взяла из щенячьего приюта воспитательница детского сада Ацуко Сато. Собака стала знаменита благодаря интернет-мему Доге.

## Биография
Кабосу была щенком, которую отправили в щенячий приют, когда закрылась щенячья ферма, откуда она была родом. В 2008 году её взяла японская воспитательница детского сада Ацуко Сато и назвала её в честь цитрусового фрукта кабосу, потому что Сато думала, что у неё морда круглая, как этот фрукт.
Кабосу впервые была изображена в блоге Сато в 2010 году. Впоследствии варианты изображений с наложенным текстом Comic Sans были опубликованы в блоге Tumblr Shiba Confessions. Использование слова «Doge» с намеренной ошибкой началось в июне 2005 года, когда оно было упомянуто в эпизоде кукольного сериала Homestar Runner.
В конце декабря 2022 года сообщалось, что Кабосу серьёзно больна лейкемией, хотя Сато заявила, что вскоре после сообщения ее здоровье улучшилось. Кабосу умерла 24 мая 2024 года в возрасте 18 лет, став самой долгоживущей собакой своей породы.

## Наследие

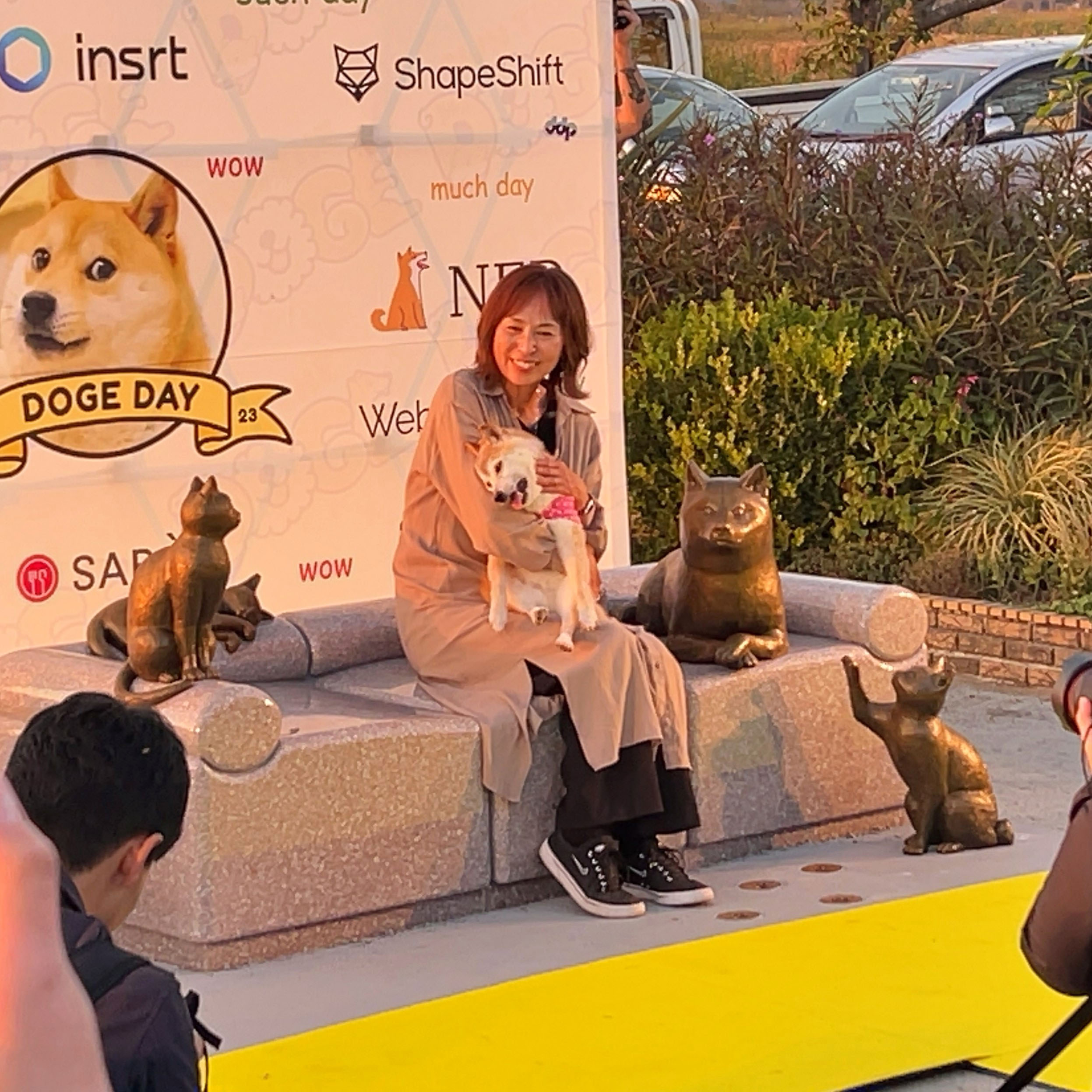
Кабосу и Ацуко Сато сидят рядом с памятником Кабосу в 2023 году

В 2023 году в городе Сакура, префектура Тиба, был установлен памятник Кабосу. В 2024 году в Сакуре также была установлена крышка канализационного люка с ее изображением.